# Ivana Velesová
Ivana Velesová (1963) è un'ex sciatrice alpina ceca che gareggiò per la nazionale cecoslovacca.

## Biografia
Slalomista pura, la Velesová in Coppa Europa nella stagione 1982-1983 fu 3ª nella classifica di specialità; gareggiò in Coppa del Mondo almeno fino al 1983, senza ottenere risultati di rilievo. Non prese parte a rassegne olimpiche né ottenne piazzamenti ai Campionati mondiali.